# Pustkowo (powiat gryficki)
Pustkowo (niem. Pustchow) – wieś, nadmorska miejscowość wypoczynkowa z kąpieliskiem morskim w północno-zachodniej Polsce, w województwie zachodniopomorskim, w powiecie gryfickim, w gminie Rewal. Położona nad Morzem Bałtyckim, na Pobrzeżu Szczecińskim. W pobliżu Pustkowa przebiega droga wojewódzka nr 102.

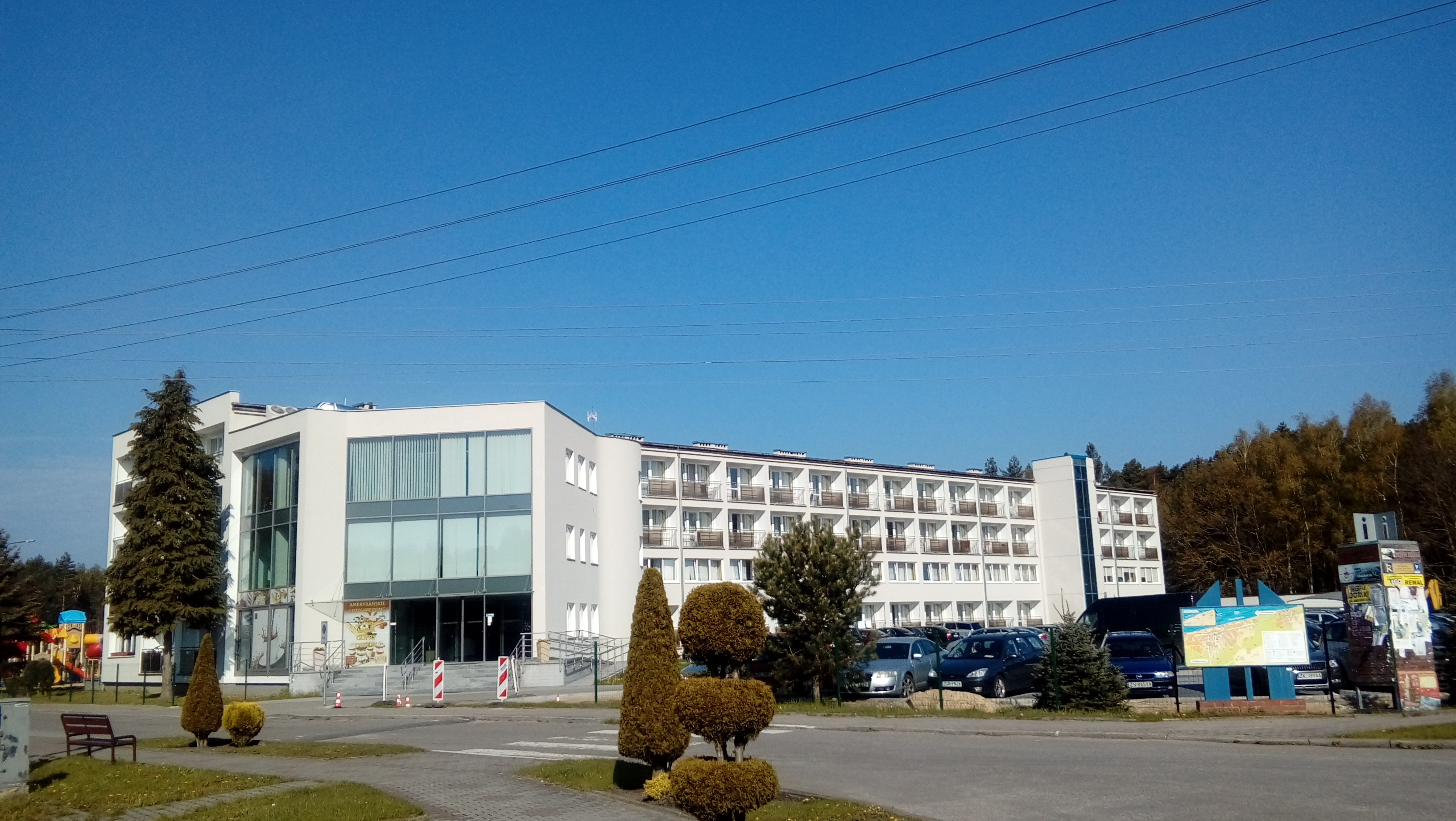
Zem-Tourist

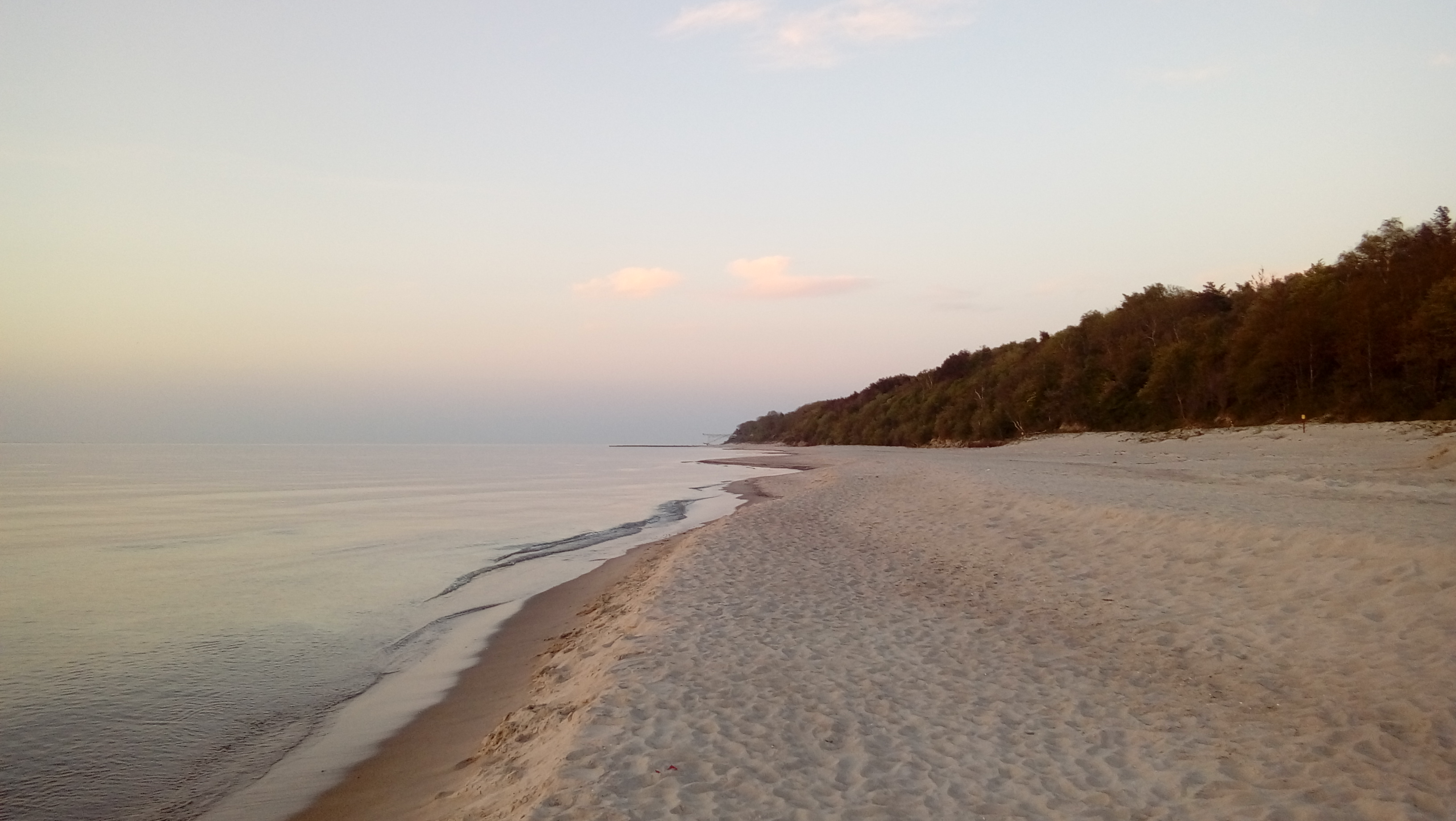
Plaża w Pustkowie

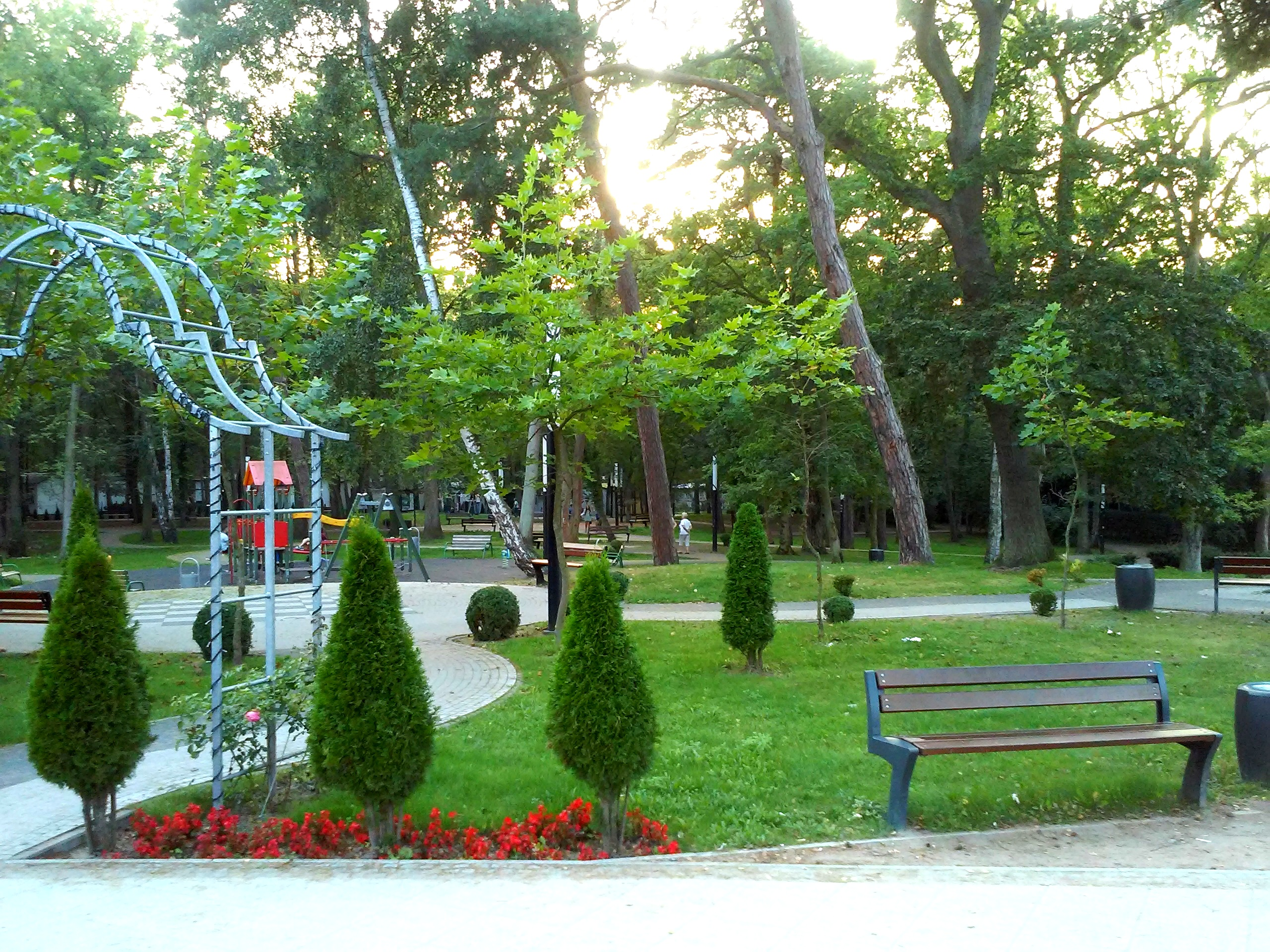
Park Przyjaciół Pustkowa

Według danych z 2021 r. Spis powszechny ludności i mieszkań wieś miała 135 mieszkańców.

## Położenie
Wieś leży w zachodniej części wybrzeża woj. zachodniopomorskiego, w północno-zachodniej części powiatu gryfickiego. 
Pustkowo położone jest środkowej części Wybrzeża Trzebiatowskiego, na utworach morenowych w kilku miejscach odsłoniętych przez formy akumulacji eolicznej. Na plaży w Pustkowie mimo użytkowania turystycznego przed niewysokim klifem rozwija się wydma przednia.
W latach 1946–1998 miejscowość położona była w województwie szczecińskim.

## Turystyka
W Pustkowie nad morzem wyznaczono letnie kąpielisko obejmujące 200 m linii brzegowej.
W Pustkowie znajduje się wiele ośrodków wczasowych i wypoczynkowych, kwater prywatnych, domków campingowych i pól namiotowych.

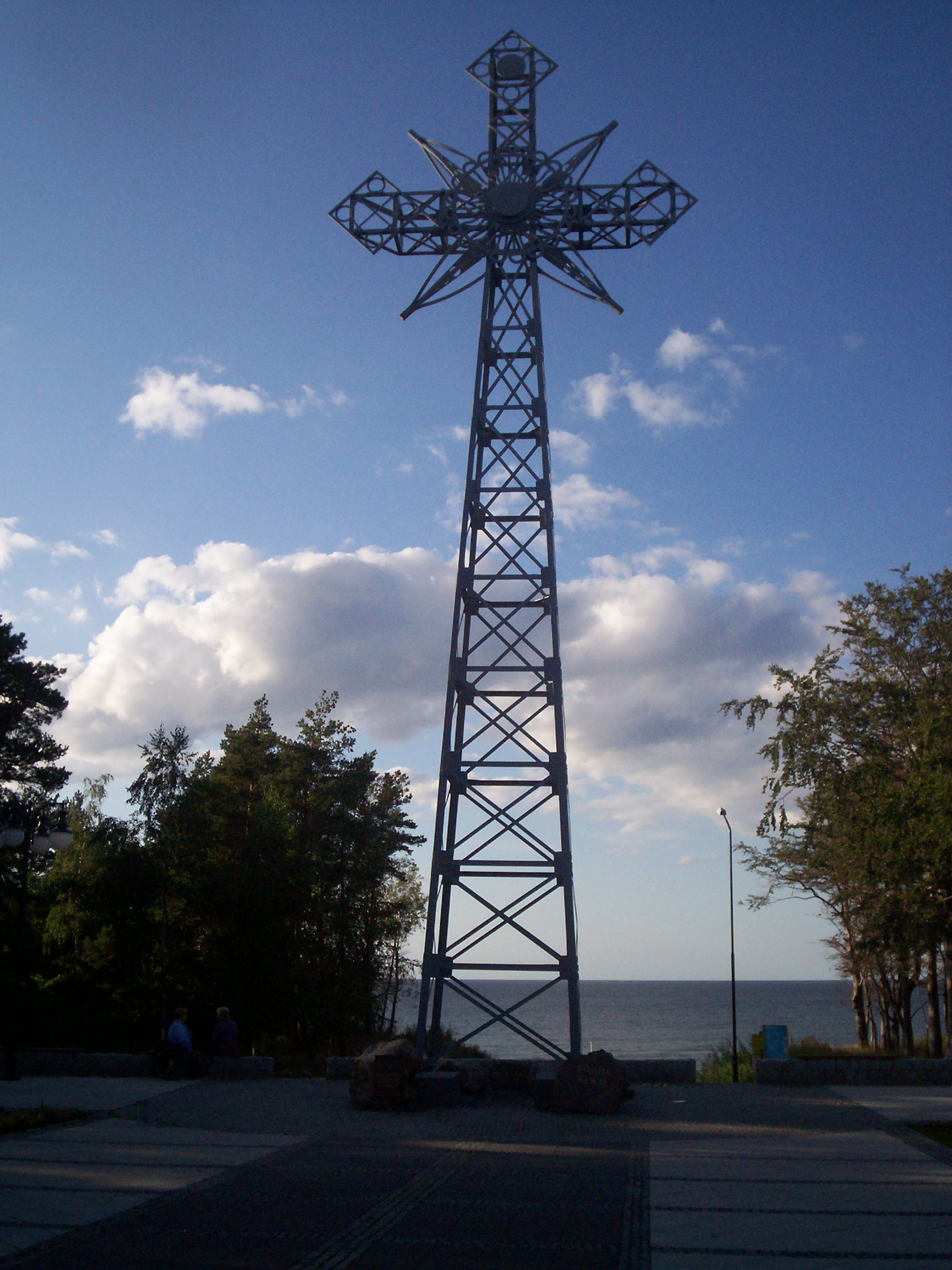
Krzyż Papieski

Przez Pustkowo przebiega  Szlak Nadmorski im. Czesława Piskorskiego (Europejski Szlak Dalekobieżny E-9). 
Znajduje się tu replika Krzyża z Giewontu (Bałtycki Krzyż Nadziei). Ponad 20-metrowy żelazny krzyż ustawiono 14 maja 2007 roku, a poświęcony został 26 maja 2007 roku.

## Przyroda
W Pustkowie znajdują się 3 pomniki przyrody uznane w 2003 roku. Pierwszy to dąb szypułkowy o wysokości 21 m przy drodze do Dreżewa (w oddziale 502t Nadleśnictwa Gryfice). Kolejne to dwa wiązy szypułkowe o wysokości 26 m na terenie zieleni parkowej pomiędzy ul. Nadmorską a przedłużeniem ul. Spacerowej, będącym dojściem do plaży (teren Urzędu Morskiego w Szczecinie).

## Społeczność
Samorząd gminy Rewal utworzył jednostkę pomocniczą "Sołectwo Pustkowo", obejmujące jedynie miejscowość Pustkowo. Mieszkańcy wsi wybierają sołtysa oraz radę sołecką, która składa się z 5 osób.